# Union nationale de la femme tunisienne
L'Union nationale de la femme tunisienne (arabe : الاتحاد الوطني للمرأة التونسية) ou UNFT, aussi appelée Union nationale des femmes tunisiennes ou Union nationale des femmes de Tunisie, est la principale organisation féminine en Tunisie.

## Histoire
La fondation de l'UNFT est une rupture avec les anciennes organisations féministes, en particulier l'Union musulmane des femmes de Tunisie. Elle s'insère en effet dans le cadre d'un projet de société où l'émancipation des femmes est visée dans le cadre politique. Dans un discours lors du quatrième congrès de l'UNFT en 1966, Habib Bourguiba déclare : « Toutes les organisations nationales ont historiquement servi en tant qu'armes du Parti pour la libération nationale [...] même l'UNFT créée en 1958, fut dirigée par des femmes qui tout au moins dans la mythologie nationale tunisienne, ont antécédemment, joué des rôles politiques héroïques ». L'organisation a pour fonction de lutter contre les croyances et préjugés que les femmes auraient elles-mêmes intériorisés mais aussi d'éduquer les mentalités. En 1978, l'UNFT reçoit le Prix des droits de l'homme des Nations unies.
Elle conserve jusqu'en 2011 un rapport étroit avec le parti au pouvoir et a pour charge de réaliser un équilibre entre une participation efficiente des femmes à la vie économique et sociale et la promotion d'une vie familiale harmonieuse. Le gouvernement contribue de façon substantielle au budget de l'organisation et prend en charge les salaires de ses employées permanentes. En contrepartie, il nomme la présidente de l'organisation qui est appelée à fonctionner comme un appendice du parti et à s'aligner entièrement sur ses positions. À partir de la révolution de 2011, l'UNFT passe par une crise interne, en raison de conflits entre parties revendiquant chacune une légitimité, et subit des pressions de la part des islamistes d'Ennahdha au pouvoir. En octobre 2013, l'UNFT porte plainte contre des associations coraniques et le ministère des Affaires de la femme pour avoir mis la main sur quinze de ses locaux. Sa présidente Radhia Jerbi annonce que trois membres de son organisation ont tenté de se suicider et entame elle-même une grève de la faim en janvier 2014. En effet avec la dissolution du Rassemblement constitutionnel démocratique au service duquel l'UNFT s'était appliquée, celle-ci redevient une organisation comme les autres et ne peut plus bénéficier des largesses du pouvoir.

## Présidentes
Fondée par des militantes du Néo-Destour, parmi lesquelles les deux sœurs Chadlia et Saïda Bouzgarrou (filles de la sœur du leader Habib Bourguiba), Fethia Mzali et Radhia Haddad, sa présidence d'honneur est accordée en 1962 à Wassila Ben Ammar.
- Aïcha Bellagha (1956-1958)
- Radhia Haddad (1958-1972)
- Fethia Mzali (1972-1986)[7]
- Fatma Douik (1986-1988)
- Néziha Mezhoud (1988-1992)
- Faïza Kefi (1992-1999)
- Samira Khayach Belhaj (1999-2000)
- Chedlia Boukhchina (2000-2004)
- Aziza Htira (2004-2010)
- Saloua Tarzi Ben Attia (2010-2011)
- Radhia Jerbi (2012- )

## Congrès

### Congrès constitutif
Celui-ci a lieu en 1956 et forme le comité provisoire suivant :
- Présidente : Aïcha Bellagha
- Vice-présidente : Fethia Mzali
- Secrétaire générale : Asma Belkhodja-Rebaï
- Secrétaires générales adjointes : Neïla Ben Ammar et Souad Boughenim
- Trésorière : Saïda Sassi (née Bouzgarrou)
- Membres : Naïma Ben Hammouda, Mme Ben Abdallah[Qui ?], Mongia Ben Ezzedine, Safia Farhat, Bakhta Dahmane, Radhia Haddad, Wassila Ben Ammar, Cherifa Fayache

### 1ercongrès
Tenu du 7 au 9 avril 1958, il est considéré comme le premier congrès officiel de l'organisation. Le comité qui en issu est le suivant :
- Présidente : Radhia Haddad
- Vice-présidente : Fethia Mzali
- Secrétaire générale : Asma Belkhodja-Rebaï
- Trésorière générale : Saïda Sassi (née Bouzgarrou)
- Trésorière adjointe : Aïcha Bellagha
- Membres : Neïla Ben Ammar, Jalila Ben Mustapha, Safia Farhat, Dorra Ben Abdelkader, Emna Mamlouk, Bakhta Dahmane, Cherifa Fayache, Mongia Ben Ezzedine, Naïma Ben Hammouda, Leïla Tlili

### 2econgrès
Il est tenu à Monastir du 10 au 13 août 1960 et reconduit Radhia Haddad à la présidence, alors que le poste de vice-présidente est supprimé :
- Présidente : Radhia Haddad
- Secrétaire générale : Jalila Daghfous
- Secrétaires adjointes : Essia Darouiche et Jalila Ben Mustapha
- Trésorière générale : Aïcha Bellagha
- Membres : Dorra Ben Abdelkader, Safia Farhat, Mongia Ben Ezzedine, Wassila Abbas, Emna Mamlouk, Kalthoum Mili, Zakia Moussa, Moufida Ayachi, Khedija Turki, Fatma Ben Chaâbane

### 3econgrès
Tenu en août 1962 à Bizerte, il aboutit à un bureau de treize membres. Farhat, Mamlouk, Ayachi et Turki sont remplacées par Fethia Mzali et Jalila Chammari. Les onze autres membres conservent leurs places et Radhia Haddad est à nouveau reconduite à la présidence.

### 4econgrès
Tenu du 24 au 26 juin 1966, quatre ans après le congrès précédent, il constitue un bureau élargi de 22 membres :
- Présidente : Radhia Haddad (élue à l'unanimité)
- Secrétaire générale : Mongia Mabrouk
- Secrétaires adjointes : Malika Ben Khamsa et Leïla Rihani
- Trésorière générale : Wassila Abbas
- Membres : Hend Azzouz, Jalila Ben Mustapha, Zakia Moussa, Ferida Daouas, Fatma Haddad, Fatma Brahim, Essia Darouiche, Fatma Slim, Kalthoum Mili, Fethia Zalila, Fatma Ghachem, Moufida Saïda, Zoubeida Hedhili, Hayet Terzi, Ferida Ben Hammouda, Jaouida Fili, Zeineb Slouma

### 5econgrès
Tenu du 13 au 15 août 1973 à Monastir, il aboutit à l'élection du bureau suivant :
- Présidente : Fethia Mzali
- Secrétaire générale : Dordana Masmoudi
- Secrétaire générale adjointe : Kalthoum Mili
- Trésorière générale : Jalila Daghfous
- Trésorière adjointe : Amel Chaâr
- Membres : Jalila Ben Mustapha (responsable de la jeunesse), Wassila Abbas (organisations nationales), Aïcha Ben Younes (affaires économiques), Aïcha Zouari (affaires sociales), Zoubeida Chaâbouni (statut), Hayet Terzi (régions)

### 6econgrès
Tenu en août 1976, il reconduit Fethia Mzali à la présidence de l'organisation :
- Présidente : Fethia Mzali
- Secrétaire générale : Fayka Slama
- Secrétaire générale adjointe : Kalthoum Mili
- Trésorière générale : Zouleikha Mallakh
- Trésorière adjointe : Hassiba Chedly
- Membres : Jalila Daghfous, Dordana Masmoudi, Emna Yazoghli, Aïcha Bellagha, Souad Khalsi, Aziza Daoud, Néjia Ben Salah, Ibtissem Fendri

### 8econgrès
Tenu à Bizerte les 13 et 14 août 1986, quelques semaines après la mise à l'écart de Fethia Mzali successive aux déboires de son époux Mohamed, il aboutit à son remplacement par Chahrazed Chaouche et permet la désignation d'une nouvelle présidente, Fatma Douik, inspectrice de l'enseignement.
- Présidente : Fatma Douik
- Vice-présidente : Boutheina Zmerli et Moufida Goucha
- Secrétaire générale : Chahrazed Chaouche
- Trésorière générale : Hassiba Chedly
- Membres : Jalila Ben Mustapha, Emna Chtioui Aouij, Aïcha Deldoul, Aziza Daoud, Chedlia Ayadi, Hamida Labidi Mrabet, Naïma Ben Hamouda, Moufida Chetali, Néziha Mazhoud, Néjia Ben Salah

Par ailleurs, une commission des militantes est créée sous la présidence de Chadlia Bouzgarrou.

### 9econgrès
Tenu en 1988, il aboutit à la désignation de Néziha Mazhoud comme présidente.

### 10econgrès
Organisé en 1990, il renouvelle la confiance en Néziha Mazhoud au sein d'un comité constitué des membres suivants :
- Néziha Mazhoud
- Naïma Ben Hammouda
- Sarra Chaâbouni
- Nadhira Raies
- Néziha Zarrouk
- Faïza Kefi
- Emna Aouij
- Aïcha Deldoul
- Radhia Riza
- Wassila Ben Hamda
- Alifa Farouk
- Naïma Ben Aïcha
- Moufida Chetali
- Saloua Belkahia

### 13econgrès
Organisé à Sousse du 2 au 4 avril 2010, il permet à Saloua Tarzi Ben Attia d'accéder à la présidence du bureau exécutif constitué des membres suivants :
- Saloua Tarzi Ben Attia
- Naima Boutiba El Materi
- Amel Bouzayane Zaibi
- Houda Saada
- Moufida Bouzita
- Besma Messaoudi
- Fatma Barbouche
- Naima Mezghenni
- Jazia Hammami
- Leïla Bahri
- Nessima Ghannouchi
- Imen Belhedi
- Amel Jemaa
- Ilham Zahani
- Souad Babay Youssef
- Houda Bembli Kammoun
- Rim Belhaj
- Souad Khalfallah
- Khira Lagha
- Héla Nafti Bergaoui

La présidente démissionne le 24 mars 2011.

### Congrès extraordinaire de 2013
Après la démission de la présidente et la dissolution du Rassemblement constitutionnel démocratique dont l'UNFT était l'une des ramifications, plusieurs tendances tentent d'accaparer ses structures et son statut privilégié, chacune revendiquant sa légitimité. Le congrès extraordinaire se tient à Sousse le 3 février 2013 dans une ambiance surchauffée. Les dissensions se transforment en profonde hostilité et nécessitent la présence des forces de sécurité en prévision de tout risque de débordement. Le nouveau bureau exécutif est composé des membres suivants :
- Présidente : Radhia Jerbi
- Vice-présidente : Ines Ben Nasr
- Secrétaire générale : Moufida Bouzouita
- Trésorière : Bochra Mosbahi
- Membres : Salha Daoud, Wissal Jeridi, Moufida Belghith, Raoudha Ziadi, Raoudha Ben Cheikh, Héla Gana, Noura Bouzidi, Hédia Bouzakkoura, Radhia Jemiï, Leila Gheraïri, Rafiâa Hassairi, Monia Bousarsar, Narjes Hamdi, Najoua Besbes née Bouzgarrou, Hayet Gassa et Dorsaf Langar[10].